# Club Polideportivo Villarrobledo
El Club Polideportivo Villarrobledo és un club manxec de la ciutat de Villarrobledo a la Província d'Albacete.
Aquest club esportiu va néixer l'any 1971. La temporada 2019-20 debuta a la Segona Divisió B espanyola.
És hereu de l'antic Club Deportivo Villarrobledo fundat el 1958 i desaparegut el mateix 1971 per problemes econòmics. Aquest club debutà a Segona A el 1961-61 on jugà una temporada, baixant a Tercera l'any següent.
Juga al Campo Municipal de Deportes Nuestra Señora de la Caridad, inaugurat el 1958, amb una capacitat de 5.500 persones i unes dimensions de 102x58 metres.

## Dades del club
- Temporades a Primera Divisió: 0
- Temporades a Segona Divisió: 1
- Temporades a Segona Divisió B: 1
- Temporades a Tercera Divisió: 48